# Symphyse
Unter einer Symphyse (Symphysis; nicht zu verwechseln mit der Epiphyse) versteht man eine Verbindung von zwei Knochen durch Faserknorpel. Sie gehört zu den unechten Gelenken (Synarthrosen) und innerhalb dieser Gruppe zu den knorpeligen Knochenverbindungen (Articulationes cartilagineae).
Beim Menschen und den übrigen Säugetieren kommen Symphysen vor als
- Schambeinfuge
- Bandscheiben
- Symphysis manubriosternalis

Bei den meisten übrigen Wirbeltieren ist das vordere Ende des Unterkiefers, dort, wo die vorderen Enden der beiden zahntragenden Knochen (Dentalia) miteinander in Kontakt stehen, als Symphyse ausgebildet. Bei Säugetieren ist diese verknöchert.